# Фаррис, Рой Уэйн
Рой Уэйн Фа́ррис (англ. Roy Wayne Farris, род. 25 января 1953 года), более известный как Хонки-тонк Мен (англ. The Honky Tonk Man) — американский рестлер.
Наиболее известен по работе в World Wrestling Federation (WWF, ныне WWE) с 1986 по 1991 год. Также он выступал в World Championship Wrestling (WCW) в 1994 году и в Stampede Wrestling с 1982 по 1986 год. Фэррис был введен в Зал славы WWE в 2019 году.
Большую часть своей карьеры в рестлинге Фэррис выступал в качестве хила, и Bleacher Report назвал его «одним из величайших злодеев, когда-либо выходивших на ринг».

## Карьера

### Ранние годы (1977—1986)
Фаррис начал свою карьеру в Memphis Wrestling в 1978 году. Он часто боролся в Бирмингеме, Алабама под именем Динамит Уэйн Фаррис (англ. Dynamite Wayne Farris). Изначально как лоу-кард рестлер, позже он добился большого успеха, когда был в с Ларри Летэмом в команде «Блонд-бомберы», с их менеджером Сержантом Дэнни Дэвисом. «Блонд-бомберы» были вовлечены в различные фьюды с несколькими беби-фейсами параллельно в двух конкурирующих промоушенах в Теннесси, появляясь в обоих — в территории Ника Галаса, базирующейся в Нашвилле, и на площадке Джерри Джарретта в Мемфисе. Впечатляющим был момент их противостояния с Джерри Лоулером и Биллом Данди на знаменитом теперь Tupelo Concession Stand Brawl в Тьюпело, Миссисипи в 1979 году. Затем они выступали в American Wrestling Association (AWA), NWA Mid-Atlantic, World Wrestling Council (WWC), NWA Southeastern и Stampede Wrestling до начала 1980-х, завоёвывали по нескольку раз одиночные и командные чемпионские титулы.

### World Wrestling Federation (1986—1991)

#### Начало (1986—1987)
Фаррис вступил в WWF в 1986 году под псевдонимом Хонки-тонк Мен. Его телевизионный дебют состоялся в эпизоде WWF Wrestling Challenge от 28 сентября 1986 года, тогда он победил Терри Гиббса. Изначально представленный фанам в качестве фейса с гиммиком двойника Элвиса Пресли, он вскоре снимает серию промо с Джесси «Тело» Вентурой, которые были показаны в программах WWF для того, чтобы запросить у фанов «вотум доверия». Но эффект был предсказуемо обратным, и он, незадолго до того, как перейти в образ нахального негодяя, взял себе в менеджеры Джимми Харта. Во время выходов с Хонки-тонк Меном, Джимми Харт представлялся как «Полковник Джимми Харт» — подобно менеджеру Элвиса, Полковнику Тому Паркеру.
Первый серьёзный фьюд у Хонки-тонк Мена произошёл против Джейка «Змеи» Робертса, находившегося в разгаре своей популярности. Противостояние обострилось, когда Хонки-тонк Мен атаковал Робертса во время его ток-шоу, The Snake Pit. Согласно Робертсу, Хонки-тонк Мен должен был ударить его специальной гитарой из бальзового дерева, которая была атрибутом его гиммика. Робертс считает, что Фаррис случайно взял обыкновенную, не адаптированную для использования в рестлинге гитару. Разбив её о спину Робертса, он ранил его, и это, по словам Робертса, послужило началом его зависимости от обезболивающих медицинских препаратов. В интервью Робертс заявил, что он выщипывал кусочки от гитары из спины и спустя недели после удара. Однако, в интервью для World Wrestling Insanity, Хонки-тонк Мен оспаривал утверждения Робертса, говоря: «Это не соответствует действительности, и я знаю об этом больше, чем Мик Фоли, написавший об этом в своей книге, и Джейк, который лгал об этом». Во время боя на шоу Рестлмания III (на который Робертс вышел в сопровождении Элиса Купера), после того, как Джимми Харт отвлёк Робертса, Хонки-тонк Мен произвёл удержание, взявшись одной рукой за канат, чем обеспечил себе победу. Затем Робертс попытался разбить гитару Хонки-тонк Мена об него самого, но промахнулся. После этого Робертс и Купер напали на Харта с питоном Робертса, Дэмиеном.

#### Интерконтинентальный чемпион (1987—1988)
В эпизоде WWF Superstars of Wrestling от 13 июня 1987 года Хонки-тонк Мен победил Рикки «Дракона» Стимбота в матче за пояс интерконтинентального чемпиона WWF. После того, как Джимми Харт отвлёк рефери, в результате чего Стимботу не удалось победить по удержанию, Хонки-тонк Мен победил его путём «сворачивания», держась рукой за нижний канат, чего рефери также не заметил. Предполагалось, что его чемпионство будет недолгим, но так как Робертс всё ещё периодически страдал от последствий удара гитарой, полученного несколькими месяцами ранее, Хонки-тонк Мен обеспечил себе рекордно долгое чемпионство.
Чтобы сохранить свой титул, который может быть передан только по удержанию или сдаче, Хонки-тонк Мен часто умышленно проигрывал по отсчёту или дисквалификации таким претендентам, как Рикки «Дракон» Стимбот, Билли Джек Хейнес, Бруно Саммартино, Джордж «Зверь» Стил. Также в это время Фаррис начинает использовать для выхода на ринг исполненную в стиле 1950-х годов песню, которая присутствует в Piledriver: The Wrestling Album 2 — втором сборнике музыкальных тем рестлеров.
В сентябре 1987 года «Мачо Мен» Рэнди Сэвидж, совершая фейс-тёрн (переход к образу «хорошего парня»), начинает заявлять права на принадлежащий Хонки-тонк Мену пояс интерконтинентального чемпиона WWF после того, как Хонки-тонк Мен озвучил серию комментариев, в которых он называл себя «величайшим интерконтинентальным чемпионом всех времён» и уничижительно отзывался о бывших чемпионах, в том числе Сэвидже. К тому времени они уже провели несколько матчей. Они встречались в 1986 году, когда Сэвидж, будучи ещё хилом, был чемпионом, а фейс Хонки-тонк Мен выступал в качестве претендента на титул. Первым матчем Сэвиджа и Хонки-тонк Мена, показанным по национальному телевидению, стал матч, проведённый 3 октября 1987 года на Saturday Night’s Main Event, который был записан 23 сентября в Херши, Пенсильвания. Во время матча Джимми Харт несколько раз помогал Хонки-тонк Мену избежать удержания, за что был побит Сэвиджем. После того, как Джимми был атакован и потерял сознание, к рингу выбежали члены группировки «Основание Хартов» Джим Нейдхарт и Брет Харт. Джимми унесли за кулисы, и бой продолжился. В какой-то момент Сэвидж попытался провести удержание, но «Основание Хартов» вмешались, и Хонки-тонк Мен проиграл по дисквалификации, сохранив за собой чемпионский пояс. После матча гитара Хонки-тонк Мена была разбита им о голову Рэнди Сэвиджа. Помощница Сэвиджа Мисс Элизабет вызывает для помощи ему из-за кулис его бывшего противника — Халка Хогана. Вместе они прогоняют «Основание Хартов» и Хонки-тонк Мена. Это послужило началом их объединения в команду, получившую название The Mega Powers, просуществовавшую до 1989 года. Хонки-тонк Мен сохранил свой титул в матчах с Сэвиджем и Брутусом Бифкейком, своим следующим основным соперником.
Во время фьюда Хонки-тонк Мена и Бифкейка, который начался на Рестлмании IV и продолжился весной — летом 1988 года, Хонки-тонк Мен пообещал не позволить Бифкейку изменить его стрижку под названием «утиный хвост», о чём Бифкейк часто сообщал в своих промо. Во время их матчей, Хонки-тонк Мен часто был сопровождаем таинственной женщиной по имени Пегги Сью (эту роль временами играла Шерри Мартел, но чаще это был переодетый Джимми Харт). Бифкейк в это же время выходил на ринг с другой «женщиной» — «Джиорджиной» (переодетый Джордж «Зверь» Стил). В титульном матче на Рестлмании победил Бифкейк по дисквалификации после того, как Джимми Харт ударил рефери мегафоном.
Хонки-тонк Мен и Брутус Бифкейк должны были сойтись в ринге на самом первом СаммерСлэме, прошедшем 29 августа 1988 года в Мэдисон-Сквер-Гарден. Было объявлено, что Бифкейк будет выступать в качестве претендента на чемпионский титул. Однако, в сюжете произошёл неожиданный поворот. Бифкейк оказывается втянутым во фьюд с Роном Бассом, совершившим подлую атаку на него и травмировав. Этот инцидент был показан по телевидению в выходные накануне СаммерСлэма. Было объявлено, что с Хонки-тонк Меном за пояс интерконтинентального чемпиона на СаммерСлэме будет сражаться некий «таинственный противник». Когда настало время матча, Хонки-тонк Мен заявил, что не знает, кто его оппонент. Он был ошеломлён, когда на ринг выбежал Последний Воин. Последнему хватило 31 секунды, чтобы стать новым интерконтинентальным чемпионом WWF. Хонки-тонк Мен пробыл чемпионом один год, два месяца и 27 дней, этот рекорд не побит до сих пор. Его попытки вернуть себе титул оказались неудачными, и это послужило началом падения его популярности.

#### «Ритм-энд-блюз» и увольнение (1989—1991)
В 1989 году Хонки-тонк Мен начинает фьюд против «Американской Мечты» Дасти Роудса, который оказался недолгим. Его последний рывок к популярности последних лет пришёлся на 1989—1990 годы, когда он боролся вместе с Грегом Валентайном в команде «Ритм-энд-блюз», конкурировавшей с такими командами, как «Основание Хартов» и «Легион смерти». Хонки-тонк Мен и Грег Валентайн были частью «Миллионодолларовой команды» (англ. Million Dollar Team) Теда Дибиаси, вместе с самим Дибиаси и его «таинственным» партнёром — дебютирующем в WWF Гробовщиком. Нужно это было для полноценного противостояния с «Командой мечты» (англ. Dream Team) Дасти Роудса, состоящей из самого Роудса, «Основания Хартов» (Джима Нейдхарта и Брета Харта) и Коко Б. Уэйра на Survivor Series. Команда Теда Дибиаси тогда победила. Хонки-тонк Мен завершил свою карьеру в WWF после того, как вместе с Винском Макмэном и Родди Пайпером отработал ассистентом комментатора на WWF Superstars перед увольнением в январе 1991 года.

#### Отдельные появления (1997 — н. в.)
После своего краткого пребывания в American Wrestling Federation, Хонки-тонк Мен появился в WWF в 1997 году в качестве ассистента комментатора на Raw, а затем и как менеджер Билли Ганна, который начал одиночные выступления. Под опекой Хонки-тонк Мена Ганн стал известен как Рокабилли, однако этот гиммик оказался неудачным, и пробыл он в нём недолго. Хонки-тонк Мен появился на Королевской битве 1998 года. Выбежав на ринг девятнадцатым, он был выбит Вейдером. Следующее его появление в WWF было на Королевской битве 2001 года, где он, появившись на ринге двенадцатым, был выбит Кейном, предварительно получив удар по голове собственной гитарой.
В 2008 году Сантино Марелла, являвшийся в то время обладателем пояса интерконтинентального чемпиона WWF, объявил о своём намерении побить рекорд Хонки-тонк Мена по продолжительности обладания этим поясом. 6 октября 2008 года на Raw, Хонки-тон Мен наряду с Голдастом и Родди Пайпером, был назван одним из возможных претендентов на этот титул на шоу Cyber Sunday 2008. Среди фанов было проведено голосование, он набрал 35 % голосов, и несмотря на полученную некоторое время назад травму указательного пальца правой руки, появился в бою и одержал победу по дисквалификации (не завоевав титула). Дисквалификация произошла после того, как сопровождавшая Мареллу на ринг Бет Финикс в какой-то момент схватила Хонки-тонк Мена за ногу, в результате чего тот упал. Впервые с 1986 года Хонки-тонк Мен выступал в WWF/WWE как фейс. После окончания матча Голдаст и Пайпер вошли в ринг, и вместе с Хонки-тонк Меном немного побили Мареллу. Когда, окончив бить Мареллу, все трое собирались встать в ряд и поднять вместе руки, Хонки-тонк Мен неожиданно слегка поскользнулся на парике Голдаста, который к тому моменту валялся на ринге.
27 октября на Raw, Хонки-тонк Мен появился в качестве специально приглашённого комментатора. После того, как Чарли Хаас спародировал Бет Финикс — сюжетную подругу Сантино Мареллы, и, быв выброшен Мареллой за пределы ринга, ударился о комментаторский стол, удар от Мареллы получил и Хонки-тонк Мен. После этого, Голдаст и Родди Пайпер, также находившиеся за комментаторским столом, вынуждают Мареллу забраться обратно на ринг, где он и получил удар гитарой от Хонки-тонк Мена.
Хонки-тонк Мен ввёл Коко Б. Уэйра в Зал Славы WWE 4 апреля 2009 года.
Хонки-тонк Мен сделал короткое появление на «олдскульном» эпизоде Raw от 4 марта 2013 года. Перед матчем между командами «Тонны фанка» (Бродус Клэй и Тенсай) и «3MB» (Хит Слейтер и Дрю Макинтайр), Хит Слейтер сделал резкое высказывание в адрес Хонки-тонк Мена, посоветовав ему «идти обратно в Лас-Вегас, подобно остальным двойникам Элвиса». После того, как «Тонны фанка» одержали победу, Хонки-тонк Мен вместе с Клэем и Тенсаем танцевали на ринге под его музыкальную тему — «Cool, Cocky, Bad». На ринг вернулся Слейтер, и начал кричать на Хонки-тонк Мена, за что и получил по голове гитарой, после чего танцы продолжились.

### World Championship Wrestling (1994)
В 1994 году Хонки-тонк Мен выступал в WCW, где становился претендентом на титул телевизионного чемпиона мира WCW, которым владел Джонни Б. Бадд. Однако, он ушёл из промоушена из-за разногласий с руководством. В своей автобиографической книге Controversy Creates Cash, Эрик Бишофф весьма тепло отзывается о Хонки-тонк Мене. Тот, в свою очередь, заявил, что работать с Бишоффом для него было честью.

### В независимых промоушенах (2000 — н. в.)
Начиная с 2000 года, Хонки-тонк Мен работает в независимых шоу рестлинга по всему миру. Хонки-тонк Мен вместе с Райаном Смитом в 2000—2006 годах держали ряд веб-сайтов, посвящённых рестлингу. TheHonkyTonkMan.com, отличающийся частыми обновлениями от самого Хонки-тонк Мена включал гостевую книгу, обширную фотогалерею, аудиообновления и другое. Заметные онлайн-фьюды начались между ним и Джерри «Королём» Лоулером, Родди Пайпером и другими. Эти онлайн-состязания, часто напряжённые, наиболее привлекали фанов. Веб-сайт был неожиданно закрыт безо всяких объяснений в декабре 2006 года.
Хонки-тонк Мен боролся в Southern Championship Wrestling (SCW) в Кастровилле, Техас и в Mainstream Wrestling Entertainment (MSW) в восточной Канаде. 23 апреля 2008 года Хонки-тонк Мен был замечен борющимся в Преск Айл, Мэн в North Atlantic Wrestling Association. Он появился в Heavy On Wrestling (HOW) 14 июня 2008 года в Сьюпириоре, Висконсин в качестве фейса и победил Большого Броди Хуфера. Он также появился в PDX Wrestling (возрождённый Portland Wrestling, запущенный сыном Сэнди Барра — Джошем), в качестве фейса, объединившись с местным фейсом против двух хилов. Во время выхода Хонки-тонк Мена, зрители подпевали его музыкальной теме, также и после его победы, когда его музыка вновь зазвучала.
26 апреля 2008 года Хонки-тонк Мен был введён в Зал Славы XWF (англ. Xcitement Wrestling Federation) его создателем Джеком Блэйзом во время их шоу XWF Superbrawl 2008. XWF впоследствии была переименована в LPW (англ. Legends Pro Wrestling), где Хонки-тонк Мен сохранил за собой звание члена Зала Славы. 28 июня 2008 года в Чикаго Ридж, Иллинойс он появился в качестве специального гостя на шоу, проводимом промоушеном Ring of Honor (ROH), в сюжете с Ларри Суини.
27 июля 2008 года Хонки-тонк Мен едва не потерял указательный палец правой руки во время его публичного появления перед шоу, проводимом Ultimate Championship Wrestling (UCW) в Шарлоттауне, Канада. Он появился в Boston Pizza в Шарлоттауне за несколько часов до шоу. Кто-то захотел сфотографироваться с ним, разбивая при этом гитару об гитару. Когда гитары сошлись в ударе, гриф гитары Хонки-тонк Мена неудачно повернулся, и разрезал палец Хонки-тонк Мена, почти отделив его. Хонки-тонк Мен был немедленно доставлен в госпиталь Королевы Елизаветы, где врачи сшили палец и перевязали его. Хонки-тонк Мен появился на шоу несколько часов спустя. Он был не в состоянии принимать участие в запланированном матче, и был заменён на Трэша Каньона, которого он представил в ринге. Несмотря на то, что Хонки-тонк Мен, быв ранен, испытывал боль, он дважды исполнял на ринге свою песню.
В августе 2008 года Хонки-тонк Мен появлялся в различных шоу рестлинга по всей Канаде. Также он делал появления в Sooner World Class Wrestling (SWCW) в Оклахома-Сити. 24 октября 2008 года он боролся в Big Time Wrestling (BTW), победив Императора (это был его первый поединок за четыре месяца).
7 января 2009 года Хонки-тонк Мен появился на шоу, проводимом промоушеном World Pro Wrestling (WPW) в Колусе, Калифорния, где он боролся в команде с Доинком Клоуном против командных чемпионов WPW The First Class Express — Джерри Грея и Майти Хенрика. Матч был признан несостоявшимся.
7 мая 2009 года Хонки-тонк Мен и Бушуокер Люк победили «Ковбоя» Майка Хьюза и «Уайлдмена» Гари Уильямса в бою за пояса командных чемпионов UCW.
31 января 2011 года Хонки-тонк Мен дебютировал в Dynamic Wrestling Alliance (DWA), одержав победу над Полковником Джонатаном Джеймсом на шоу Golden Opportunity II в Мидлтауне, Огайо.

## Разное
В 1998 году Хонки-тонк Мен появился в клипе на песню «How Many Times?» хип-хоп дуэта Insane Clown Posse. Помимо него в этом клипе снялись Бушуокеры и Грег «Молот» Валентайн. Хонки-тонк Мен принял участие в одном из эпизодов судебного телешоу Judge Jeanine Pirro в роли свидетеля со стороны ответчика. Эпизод был показан по ТВ 11 октября 2010 года. У этого эпизода был самый высокий рейтинг за время существования шоу. Хонки-тонк Мен появляется в игре WWE All Stars как дополнительно загружаемый персонаж. Он сыграл роль в фильме Джона Уэсли Нортона The Executive.

## Личная жизнь
Фаррис является двоюродным братом рестлера Джерри «Короля» Лоулера, работающего в WWE комментатором, и двоюродным дядей его сына — рестлера Брайана Лоулера, более известного под псевдонимом Брайан Кристофер. Фаррис — заядлый игрок в гольф в свободное время. Является сторонником Универсальной церкви жизни. Первый брак Фарриса был недолгим. Со своей нынешней женой Тэмми (англ. Tammy) Фаррис состоит в браке с 1984 года. У Фарриса есть дочь Меган (англ. Megan) и сын Рой (англ. Roy).

## В рестлинге
- Финишеры

- El Kabong (удар гитарой)
- Shake, Rattle and Roll (Swinging neckbreaker, театрализованный)

- Коронные приёмы

- Diving fist drop
- Scoop slam

- С Грегом Валентайном

- Double belly to back suplex

- Менеджеры

- Сержант Дэнни Дэвис
- «Полковник» Джимми Харт
- Judd the Studd
- Пегги Сью
- Судья Лоулесс
- Джентльмен Джим Холидэй

- У кого был менеджером

- Рокабилли

- Музыкальные темы

- «That’s All Right, Honky Tonk Mama» (Jim Johnston, WWF, 1986—1987)
- «Cool Cocky Bad» (The Honky Tonk Man, WWF/E, 1987—1990, 1997—1998, 2001, 2008, 2013)
- «Hunka, Hunka Honky Love» (Jimmy Hart и J.J. Maguire, WWF, 1990)
- «Honky Dog Baby» (Jimmy Hart, WCW)

## Награды и достижения
- All Pro Wrestling[англ.]

- Универсальный чемпион в тяжёлом весе APW (1 раз)

- Big Time Wrestling

- Чемпион в тяжёлом весе BTW (1 раз)

- International Championship Wrestling

- Чемпион в тяжёлом весе ICW (1 раз)

- Legends Pro Wrestling

- Зал Славы XWF/LPW (2008)

- Mid-Eastern Wrestling Federation[англ.]

- Чемпион в тяжёлом весе MEWF (1 раз)

- Mid-South Wrestling Association

- Чемпион Теннесси в тяжёлом весе MSWA (1 раз)

- NWA Mid-America / Continental Wrestling Association[англ.]

- Командный чемпион AWA Southern (4 раза) — с Ларри Летэмом (3) и Тойо Ямамото (1)
- Командный чемпион NWA Mid-America (3 раза) — с Ларри Летэмом

- Northern States Wrestling Alliance

- Командный чемпион NSWA (1 раз) — с Грегом Валентайном

- Pro Wrestling Illustrated

- PWI ставит его под № 159 в списке 500 лучших рестлеров-одиночников в PWI 500 в 1992 году
- PWI ставит его под № 263 в списке 500 лучших рестлеров-одиночников в «PWI Years» в 2003 году

- Southeastern Championship Wrestling[англ.]

- Чемпион в тяжёлом весе NWA Alabama (1 раз)
- Чемпион в тяжёлом весе NWA Southeastern (северный дивизион) (1 раз)
- Командный чемпион NWA Southeastern (1 раз) — с Роном Старром
- Чемпион Соединённых Штатов в младшем тяжёлом весе NWA Southeastern (1 раз)

- Stampede Wrestling[англ.]

- Интернациональный командный чемпион Stampede (3 раза) — с Роном Старром (2) и Кубинским Террористом (1)
- Чемпион Северной Америки в тяжёлом весе Stampede (1 раз)

- Ultimate Championship Wrestling

- Командный чемпион UCW (1 раз) — с Бушуокером Люком

- Universal Wrestling Alliance

- Чемпион в тяжёлом весе UWA (1 раз, последний)

- Universal Wrestling Association

- Чемпион в тяжёлом весе UWA (1 раз)

- World Wrestling Council

- Карибский чемпион в тяжёлом весе WWC (1 раз)

- World Wrestling Federation

- Интерконтинентальный чемпион WWF (1 раз)

- XJAM Pro Wrestling

- Чемпион в тяжёлом весе XJAM (1 раз, действующий)